# Авіаносці типу «Інвінсібл»
Авіаносці типу «Інвінсібл» (англ. Invincible-class) — серія британських легких авіаносців 1980-2010-х років. Були створені після скасування програми будівництва авіаносців CVA-01.

## Історія створення
На початку 1970-х років більшість британських спеціалістів вважали, що використання палубної авіації неефективне, і її слід замінити вертольотами, розміщеними на фрегатах та есмінцях. Закладений у 1973 році авіанесучий корабель «Інвінсібл» спочатку планувалось озброїти саме вертольотами.
Але у цей час був створений британський літак вертикального злету та приземлення Hawker Siddeley Harrier. У 1971 році його випробували на авіаносці «Арк Роял». Випробування показали, що в режимі чисто вертикального злету літак може брати на борт дуже мало озброєння та палива. Тому було запропоновано здійснювати зліт за допомогою трампліна.
Випробування літака з використанням трампліна у 1977—1979 роках дозволили збільшити корисне навантаження літака на 800 кг, після чого авіаносець «Інвінсібл» був оснащений трампліном з кутом нахилу 7°.
Оскільки уряд лейбористів був проти будівництва авіаносців, кораблі цієї серії до 1980 року класифікувались як авіанесучі крейсери. Всього було збудовано три кораблі серії. Основним їх завданням було патрулювання північної Атлантики та полювання за радянськими підводними човнами.

## Конструкція

### Корпус
Авіаносці типу «Інвінсібл» мали подовжену острівну надбудову з двома трубами. Кораблі мали 2 галерейні палуби та 6 суцільних. Бронювання та протиторпедного захисту не було, непотоплюваність суден забезпечували подвійне дно та подвійні борти.
Польотна палуба спочатку мала розміри 168×12,2 м та трамплін з кутом нахилу 7°. Після модернізації її збільшили до 183×13,5 м, кут нахилу трампліна збільшили до 12° («Арк Роял» отримав такий трамплін зразу).
Ангар довжиною 130 м і висотою 7,6 м був розділений на 3 частини двома протипожежними жалюзями. 2 літакопідйомники нової конструкції з гідроприводами були легшими за традиційні ліфти з електромоторами і дозволяли поперечну подачу літаків на польотну палубу. Катапульт та аерофінішерів не було.

### Енергетична установка
Енергетична установка кораблів складалась з чотирьох газотурбінних двигунів «Rolls-Royce Olympus TM3B» потужністю 28 000 к.с. кожен. Вони розміщувались попарно у носовій (по правому борту) та кормовій (по лівому борту) частинах. Вони могли працювати як разом, так і окремо, що дозволяло проводити ремонтні роботи на ходу, перебуваючи у морі.
Для вироблення електричної енергії використовувались 8 дизель-генераторів загальною потужністю 14 000 кВт.

### Озброєння
Початково всі кораблі серії були озброєні одним ЗРК «Sea Dart». Після Фолклендської війни на всіх кораблях додатково встановили по 2 зенітні гармати «Ерлікон» та по 2 (на «Арк Роял» — 3) американські ЗРК Phalanx CIWS.
Наприкінці 1990-х років їх замінили на ЗРК Goalkeeper CIWS.
Зазвичай на авіаносцях базувались по 5 літаків та 9 вертольотів (Westland Sea King та AgustaWestland AW101). Під час бойових дій кількість літаків була збільшена до 10.
Крім того, авіаносці могли брати до 500 чоловік десанту.

### Радіолокаційне обладнання
Радіолокаційне обладнання було наступне:
- радар дальнього слідкування за цілями типу 965
- радар слідкування за надводними і повітряними цілями та цілевказування типу 992R;
- два радари керування вогнем типу 909;
- навігаційний радар типу 1006;
- гідроакустична станція 2016

Крім того, на авіаносцях встановлювалась система зв'язку ISC-3 та бойова інформаційно-керуюча система ADAWS-6.

## Представники
| Назва                 | Номер | Будівництво                          | Закладений         | Спущений на воду   | Вступив у стрій       | Доля                       |
| --------------------- | ----- | ------------------------------------ | ------------------ | ------------------ | --------------------- | -------------------------- |
| Інвінсібл Invincible  | R05   | Vickers Shipbuilding and Engineering | 12 липня 1973 року | 3 травня 1977 року | 11 липня 1980 року    | зданий на злам в 2011 році |
| Іластріес Illustrious | R06   | Swan Hunter                          | 7 жовтня 1976 року | 1 грудня 1978 року | 20 червня 1982 року   | зданий на злам в 2016 році |
| Арк Роял Ark Royal    | R07   | Swan Hunter                          | Грудень 1978 року  | 2 червня 1981 року | 1 листопада 1985 року | зданий на злам в 2013 році |

## Характеристика проекту
Після побудови авіаносці даного класу не справили особливого враження. Вони були набагато меншими від американських ударних авіаносців. Крім того, літаки вертикального злету та посадки теж оцінювались неоднозначно.
Але досвід Фолклендської війни повністю розвіяв ці сумніви. Літаки «Інвінсібла» та «Гермеса» завоювали панування у повітряному просторі, здійснивши більше 1600 вильотів, часто у несприятливих погодних умовах. Вони збили 23 аргентинські літаки, не зазнавши бойових втрат (8 літаків було втрачено через небойові причини).
Початкова вартість будівництва кожного корабля оцінювалась у 60 млн. фунтів стерлінгів. Реально вартість побудови «Інвінсібла» склала 184,5 млн ф.ст.
Ремонт та модернізація «Арк Рояла» у 1999—2001 роках обійшлась у 147 мнн. ф.ст.